# استان ریازان

استان ریازان

استان ریازان (به روسی: Ряза́нская о́бласть تلفظ: ریازانسکایا اُبلاست) یکی از واحدهای فدرالی فدراسیون روسیه است که جزئی از ناحیه فدرالی مرکزی محسوب می‌شود.

## مرکز
شهر ریازان

## همسایگان
از شمال با استان ولادیمیر، از شمال شرقی با استان نیژنی نووگورود، از شرق با جمهوری موردوویا از جنوب شرقی با استان پنزا، از جنوب با استان‌های تامبوف و لیپتسک، از غرب با استان تولا و از شمال غربی با استان مسکو.

## تأسیس
۲۶ سپتامبر ۱۹۳۷-تا پیش از این ریازان جزئی از استان‌های مسکو و ورونِژ بود.

## افتخارات
۱۲ مارس ۱۹۵۸ به دلیل موفقیت‌های به دست آمده در زمینه توسعه اقتصاد ملی «نشان لنین» به ریازان اهدا شد.

## موقعیت جغرافیایی
در مرکز بخش اروپایی روسیه و بین ارتفاعات مرکزی روسیه و ولگا در بخش مرکزی دشت روسیه قرار دارد.

## مساحت
این استان ۳۹٬۶۰۰ کیلومتر مربع مساحت دارد.

## جمعیت
جمعیت آن ۱٬۲۲۷٬۹۱۰ نفر (سرشماری سراسری جمعیت روسیه در سال ۲۰۰۲).